# Puntate di Sun... Sex & Suspicious Parents (terza stagione)
La terza stagione di Sun... Sex & Suspicious Parents è andata in onda su BBC Three dall'8 gennaio al 26 febbraio 2013. In Italia debutta su iLIKE.TV il 29 aprile dello stesso anno, in versione completamente sottotitolata (le altre stagioni sono state doppiate in oversound, fatta eccezione per le prime puntate della prima stagione).
Annunciata inizialmente come una nuova serie dal titolo The Big Vacation (La grande vacanza), è girata nell'estate 2012 ed è per la prima volta composta da 8 puntate anziché 7 (due puntate, non consecutive, sono ambientate a Zante).
I titoli di tutte le puntate portano il nome del luogo dove i due adolescenti protagonisti passano la settimana di vacanza tranne l'ultima, che mostra invece delle sequenze tratte da tutte le puntate e i relativi commenti di genitori e figli dopo la vacanza.
A partire da questa stagione vengono mostrati in sovrimpressione degli hashtag per Twitter, come #tacticalchunder? (vomitata strategica?) nella terza puntata, lasciati anche nella versione italiana.
| nº | Titolo originale  | Titolo italiano   | Prima TV USA     | Prima TV Italia |
| -- | ----------------- | ----------------- | ---------------- | --------------- |
| 1  | Magaluf           | Magaluf           | 8 gennaio 2013   | 29 aprile 2013  |
| 2  | Malia             | Malia             | 15 gennaio 2013  | 6 maggio 2013   |
| 3  | Zante             | Zante             | 22 gennaio 2013  | 13 maggio 2013  |
| 4  | Kos               | Kos               | 29 gennaio 2013  | 20 maggio 2013  |
| 5  | Zante             | Zante             | 5 febbraio 2013  | 27 maggio 2013  |
| 6  | Kavos             | Kavos             | 12 febbraio 2013 | 3 giugno 2013   |
| 7  | Ayia Napa         | Ayia Napa         | 19 febbraio 2013 | 10 giugno 2013  |
| 8  | After the Holiday | After the Holiday | 26 febbraio 2013 | 17 giugno 2013  |

## Magaluf
- Titolo originale: Magaluf
- Diretto da: Mark Wildash

### Trama
Jemma, 19 anni, da Burnley, e Ashley, 18 anni, da Cardiff, partono per Magaluf, sull'isola di Maiorca e con loro segretamente anche i loro apprensivi genitori (per quanto riguarda Ashley a partire sono la zia e la madre di un amico del ragazzo), per spiarli di nascosto. Alla fine della settimana di vacanza, i parenti si mostrano ai figli rivelandogli tutto: se Jemma viene elogiata dalla madre e dal padre per essere maturata, la zia di Ashley lamenta al nipote il troppo uso di alcol e l'eccessivo sesso.

## Malia
- Titolo originale: Malia
- Diretto da: Mike Fox

### Trama
Il diciannovenne Dale, da Manchester, e il diciottenne Tom, da Stoke-on-Trent, passano una settimana con gli amici a Malia, sull'isola di Creta, costantemente spiati dai rispettivi genitori (per quanto riguarda Dale, con la madre parte la zia), che alla fine della vacanza si mostreranno ai figli per rimproverarli delle bravate, ma anche congratularsi con loro per aver affrontato le conseguenze dei loro errori in modo autonomo, dimostrando di essere cresciuti.

## Zante
- Titolo originale: Zante
- Diretto da: Antonietta Cauteruccio

### Trama
Kieran, 18 anni (19 li compie il terzo giorno), da Norwich, e Natasha, 19 anni, da Southend-on-Sea, sono in vacanza per una settimana con gli amici a Zante, perla greca del divertimento, senza sapere che i loro genitori subdolamente li stanno spiando.

## Kos
- Titolo originale: Kos
- Diretto da: Luke Jackson

### Trama
In vacanza a spassarsela con gli amici a Kos, Chani, 18 anni, da Reading, e Max, 18 anni, da Kent, non sanno di essere spiati dai loro familiari, che si mostreranno a loro solo alla fine della settimana per rimproverarli delle eccessive bravate ma anche elogiarli per essersi dimostrati autonomi.

## Zante
- Titolo originale: Zante
- Diretto da: Chi Ukairo

### Trama
I diciottenni Phil, da Liverpool, e Cian, apertamente gay, da Cheltenham, partono con i loro rispettivi amici per una settimana di vacanza a Zante, ma saranno spiati dai loro genitori, che verranno a conoscenza di come sono i loro figli fuori dal contesto familiare.
- Nota: prima volta nel programma che la stessa location viene usata in due puntate differenti.

## Kavos
- Titolo originale: Kavos
- Diretto da: Lucy Bing

### Trama
I diciannovenni Ollie, da Bath, e Kat, da Basildon, passano una settimana in vacanza a Kavos con i rispettivi gruppetti di amici, ma senza che ne sappiano niente le loro famiglie sono lì a spiarli.
- Nota: per un errore di trascrizione, Ollie è stato scritto Olly nei sottotitoli italiani della puntata.

## Ayia Napa
- Titolo originale: Ayia Napa
- Diretto da: Louise Allen

### Trama
Ashleigh da Londra, e Tom, da Bolton, sono pronti a passare una settimana di divertimento con i rispettivi amici ad Ayia Napa (anche se le ragazze saranno costrette a passare buona parte della vacanze a Pafo), senza sapere che per tutta la vacanza saranno spiati dai genitori.